# Lantmäteriverket
Lantmäteriverket (tidligere lantmäteristyrelsen, finsk: Maanmittauslaitos, tidligere Maanmittaushallitus) er Finlands kort- og matrikelstyrelse.
Lantmäteriverket står for landmåling og tegning af kort. Lantmäteriverket hører under land- og skovbrugsministeriet.

## Opgaver siden 1812
Den 14. november 1812 besluttede Finlands storfyrste kejser Alexander 1. af Rusland at oprette et huvudlantmäterikontor (Päämaanmittauskonttori) i Åbo. Fra 1821 blev hovedkontoret gradvist flyttet til Helsingfors.
I 1848 blev navnet ændret til Överstyrelsen för lantmäteriet (Maanmittauksen ylihallitus). I 1851 blev overstyrelsen slået sammen med skovvæsenet under navnet Överstyrelsen för lantmäteriet och forstväsendet (Maanmittauksen ja metsänhoidon ylihallitus). Skovene fik dog deres egen styrelse allerede i 1863. I 1916 skiftede Överstyrelsen för lantmäteriet navn til Lantmäteristyrelsen (Maanmittaushallitus). Dette navn blev erstattet af Lantmäteriverket (Maanmittauslaitos) i 1994.
I 1800-tallet blev der påbegyndt en udskiftning af landsbyernes jorder. Denne opgave sluttede efter Anden Verdenskrig. 1800-tallets største enkeltopgave var opmålingerne til Struves meridianbue, der nu er blevet verdensarv.
Lantmäteriverket er organiseret i seks nationale produktions- og serviceenheder og i 12 regionale lantmäteribyråer. Hos Lantmäteriverket arbejder næsten 1850 eksperter, fordelt på 35 steder.

## Generaldirektører
- Abraham Nordenstedt (1812–1820)
- Abraham Joachim Molander (1821–1828)
- Carl Gustaf Tawaststjerna (1828–1843)
- Jonas Ferdinand Bergenheim (1843–1845)
- Alexander Rechenberg (1847–1854)
- Clas Wilhelm Gyldèn (1854–1872)
- Berndt Otto Nymalm (1872–1887)
- Jaakko Sjölin (1887–1915)
- Otto Sarvi (1915–1917)
- Kyösti Haataja (1917–1929)
- Väinö Ahla (1929–1950)
- Väinö V. Seppälä (1950–1960)
- Viljo Niskanen (1960–1972)
- Lauri Kantee (1972–1991)
- Jarmo Ratia (1991–1999)
- Pauli Karvinen (1999-2000)
- Jarmo Ratia (2000-2012)
- Arvo Kokkonen (fra 1. september 2012)

## Forgængere i Sverige-Finland
Finlands første jordebøger over skattepligtig ejendom blev udarbejdet i 1500-tallet.
I 1633 udsendte dronning Kristina af Sverige-Finland en instruks til landmålerne. I instruksen står der: "Landtmätarne skola årligen, så snart jorden blifver bar, sitt arbete begynna och flitigt afmätha hwar bys ägor". Formålet med at opmåle hver landsbys agre var at lette påligningen af skatterne.
I 1683 blev det Kungliga huvudlantmäterikontor i Stockholm oprettet. Fra 1725 var det lenenes landmålerkontorer, der stod for landmålingen i Finland. En finsk overdirektør var forbindelsesled mellem lenene og hovedkontoret i Stockholm. Den sidste overdirektør fratrådte i 1809.

## Eksterne links
- http://www.maanmittauslaitos.fi/sv/node/3098 Arkiveret 16. august 2011 hos  Wayback Machine

60°11′56.8″N 24°56′12.6″Ø / 60.199111°N 24.936833°Ø